# Байтерекский сельский округ (Акмолинская область)
Байтере́кский се́льский окру́г (каз. Бәйтерек ауылдық округі) — административная единица в составе Зерендинского района Акмолинской области Республики Казахстан. Административный центр — село Байтерек.

## География
Сельский округ расположен на юго-западе района, граничит:
- на востоке с Зерендинским сельским округом,
- на юго-востоке с Викторовским сельским округом,
- на юге со селом Айдабол и Сандыктауским районом,
- на западе с Айыртауским районом Северо-Казахстанской области,
- на севере с Троицком сельским округом.

На территории сельского округа расположен Кокшетауский национальный парк.

## История
В 1989 году существовал как Подлесный сельсовет (сёла Подлесное, аул Ондирис, село Красный Кордон). Сёла Ермаковка и Ульгили были в составе Ленинского сельсовета.
В 2006 году село Подлесное и Подлесный сельский округ были переименованы в село Байтерек и Байтерекский сельский округ соответственно. 
В 2010 году в состав сельского округа вошли сёла Красный Кордон (из Зерендинского сельского округа) и Ермаковка (из Троицкого сельского округа). 

## Население
| Численность населения | Численность населения | Численность населения |
| 1989                  | 1999                  | 2009                  |
| --------------------- | --------------------- | --------------------- |
| 1738                  | ↘1106                 | ↘689                  |

## Состав
В состав сельского округа входят 5 населённых пунктов.
| № | Населённый пункт | Тип населённого пункта       | Население, 1989 | Население, 1999 | Население, 2009 |
| - | ---------------- | ---------------------------- | --------------- | --------------- | --------------- |
| 1 | Байтерек         | село, административный центр | 977             | 606             | 471             |
| 2 | Ермаковка        | село                         | 449             | 362             | 293             |
| 3 | Красный Кордон   | село                         | 631             | 515             | 456             |
| 4 | Ондирис          | аул                          | 130             | 103             | 43              |
| 5 | Ульгили          | село                         | 532             | 397             | 175             |

## Экономика
Согласно отчёту акима сельского округа за 2020 год:
Сельское хозяйство округа представляет 19 хозяйствующими субъектов, из которых 7 — имеют статус ТОО, 10 — КХ и 2 — ИП. 
Всего в сельском округе посеяно 8 753 га. пашни в том числе, зерновых — 7 228 га. (82,58%), масличных — 1 525 га. (17,42%). В 2020 году урожайность зерновых составило 13,5 ц/га. ТОО «Агрокрестьянский Двор» было посажено 200 га картофеля, урожайность которого в среднем которого составила 176 цн/га.
Всего насчитывается по округу КРС 1 893 голов, овец 1 881 голов, лошадей – 1 128 голов. В том числе в сельхозформированиях КРС – 1 185 голов, овец 543 голов, лошади – 526 голов, свиньи – 80 голов. Производством молока в селе Ермаковка занимается ТОО «Зерендинское молоко», где насчитывается 248 голов коров.
В данное время округе работает 9 магазинов.

## Объекты округа
В округе функционирует 2 общеобразовательные школы с количеством 156 учащихся, также 1 мини-центр в ауле Байтерек на 25 детей, и детский сад «Жулдыз» в селе Красный Кордон также на 25 детей.
Обучением и воспитанием учащихся занимается 38 учителя с педагогическим образованием.
Организован и бесперебойно осуществляется подвоз учащихся из села Ермаковка — 14 детей в Красно-Кордонскую ОШ, 3 учеников села Красный Кордон в Зерендинскую СШ №2.
Оказанием медицинской помощи в округе занимается 4 медицинских пункта, где работает 4 медработников со средне-специальным образованием и 1 врач с высшим образованием.
В округе имеется 1 административно-культурный центр (АКЦ) в селе Байтерек и 2 сельских клуба которые расположены в селе Ермаковка и селе Красный Кордон, где проводятся все культурно-массовые мероприятия. 

## Благоустройство
В трех населенных пунктах округа, а именно Ермаковка, Байтерек, Красный Кордон имеется центральный водопровод, общее количество колонок — 68 штук, из них в рабочем состоянии 49 штук. Водопроводы села Байтерек и Красный Кордон находятся на балансе ГКП на ПХВ «Зеренда-Сервис», водопровод села Ермаковка поставлен на учет как безхозяйное имущество.